# Connor Roberts (calciatore 1992)
Connor Stuart Roberts (Wrexham, 8 dicembre 1992) è un calciatore gallese, portiere dei The New Saints.

## Carriera

### Club
Ha giocato in Inghilterra nelle giovanili di Tranmere ed Everton per poi nel 2011 giocare per un breve periodo in prestito al Burscough, club di Northern Premier League (settima divisione inglese); nel 2012 trascorre invece un ulteriore breve periodo in prestito al Colwyn Bay, con la cui maglia disputa 4 partite in Conference North (sesta divisione inglese); trascorre poi la seconda metà della stagione 2011-2012 in prestito ai londinesi del Fulham, nella seconda divisione inglese, dove scende in campo solamente in alcune partite con le giovanili del club, rimanendo a fine anno svincolato una volta scaduto il suo contratto con l'Everton. Immediatamente dopo, firma un contratto di un anno con il Cheltenham Town, club della quarta divisione inglese; nella stagione 2012-2013 non scende mai in campo in partite ufficiali, ma ciò nonostante nell'estate del 2013 prolunga di un ulteriore anno il suo contratto in scadenza; nella stagione 2013-2014 gioca poi la sua unica partita ufficiale con la maglia dei Robins, scendendo in campo nell'incontro di campionato del 3 maggio 2014 perso per 3-2 in casa contro i londinesi del Dag & Red. Nell'estate del 2014 firma poi un contratto annuale con il Chester, club di National League (quinta divisione inglese), con cui trascorre la prima metà della stagione 2014-2015 senza mai scendere in campo in partite ufficiali.
Nel calciomercato invernale della stagione 2014-2015, all'età di 23 anni, va a giocare in Galles in prima divisione al Bangor City: rimane nel club per tre stagioni e mezzo consecutive, tutte in questa categoria, giocando nell'ordine 13, 31, 32 e 10 partite di campionato e complessive 7 partite nelle due coppe nazionali gallesi, più 2 presenze nei turni preliminari della UEFA Europa League 2017-2018. Nell'estate del 2018 va poi a giocare in prima divisione ai The New Saints, il club più titolato del campionato gallese: in realtà dal 2018 al 2021 non gioca mai nessuna partita con il club, pur trascorrendovi alcuni mesi in rosa, in quanto gioca in prestito prima al Llandudno e poi per due stagioni consecutive all'Aberystwyth Town, altri due club della prima divisione gallese, con i quali gioca un totale di ulteriori 50 partite in questa categoria. Nella stagione 2021-2022 rimane invece saldamente in rosa ai The New Saints, ma con un ruolo da riserva: gioca infatti solamente 2 partite in campionato, a cui aggiunge però anche 6 partite in Coppa del Galles ed una partita nella Coppa di Lega gallese; a partire dalla stagione 2022-2023 diventa invece titolare, giocando stabilmente sia in campionato che nelle coppe europee, principalmente nei turni preliminari (tra la stagione 2022-2023 e la 2024-2025 gioca infatti in totale 8 partite nei preliminari di Champions League, 2 in quelli di Europa League e 6 in quelli di Conference League) ma anche nella fase campionato della UEFA Conference League 2024-2025, in cui è titolare in tutte e 6 le partite disputate nella fase in questione dalla sua squadra.

### Nazionale
Ha giocato nelle nazionali giovanili gallesi Under-19 ed Under-21.
Il 22 maggio 2014 ha ricevuto una convocazione dalla nazionale maggiore gallese per una partita amichevole contro l'Olanda all'inizio del mese di giugno del medesimo anno, restando tuttavia in panchina per l'intera durata dell'incontro.

## Palmarès

### Club

#### Competizioni nazionali
- Welsh Premier League: 4

The New Saints: 2021-2022, 2022-2023, 2023-2024, 2024-2025
- Coppa del Galles: 3

The New Saints: 2021-2022, 2022-2023, 2024-2025
- Coppa di Lega gallese: 2

The New Saints: 2023-2024, 2024-2025